# Masalia roseivena
Masalia roseivena är en fjärilsart som beskrevs av Walker 1866. Masalia roseivena ingår i släktet Masalia och familjen nattflyn. Inga underarter finns listade i Catalogue of Life.